# Championnat d'Écosse de football de deuxième division 2017-2018
Navigation
Édition précédente Édition suivante
Le championnat d'Écosse de football de 2e division 2017-2018 (ou Scottish Championship), est la 112e édition du Championnat d'Écosse de football D2. Il s'agit de la 5e édition de ce championnat sous cette nouvelle formule depuis la réforme du football écossais de 2013.
Cette épreuve regroupe 10 équipes qui s'affrontent quatre fois chacune, soit un total de 36 journées. Le champion est directement promu en Scottish Premiership et les trois équipes classées de la 2e à la 4e place disputent les barrages de promotion/relégation avec le 11e de Premiership. À l'inverse, le dernier du classement est relégué en League One et l'avant-dernier dispute les barrages de promotion/relégation contre les équipes classées 2e, 3e et 4e de division inférieure.

## Clubs participants à l'édition 2017-2018
| \| Brechin City Dumbarton Dundee United Dunfermline Athletic Falkirk Morton Inverness CT Livingston Queen of the South St Mirren \| Localisation des clubs engagés dans le championnat. |
| Brechin City Dumbarton Dundee United Dunfermline Athletic Falkirk Morton Inverness CT Livingston Queen of the South St Mirren                                                           |

| Club                         | Classement 2016-2017          | Entraîneur     | Stade                      | Capacité théorique | Ville       |
| ---------------------------- | ----------------------------- | -------------- | -------------------------- | ------------------ | ----------- |
| Inverness Caledonian Thistle | 12e Scottish Premiership (D1) | John Robertson | Caledonian Stadium         | 7 750              | Inverness   |
| Falkirk FC                   | 2e                            | Paul Hartley   | Falkirk Stadium            | 8 750              | Falkirk     |
| Dundee United                | 3e                            | Csaba László   | Tannadice Park             | 14 229             | Dundee      |
| Greenock Morton              | 4e                            | Jim Duffy      | Cappielow Park             | 11 589             | Greenock    |
| Dunfermline Athletic         | 5e                            | Allan Johnston | East End Park              | 11 480             | Dunfermline |
| Queen of the South           | 6e                            | Gary Naysmith  | Palmerston Park            | 8 690              | Dumfries    |
| St. Mirren                   | 7e                            | Jack Ross      | Paisley 2021 Stadium       | 8 023              | Paisley     |
| Dumbarton FC                 | 8e                            | Stephen Aitken | Dumbarton Football Stadium | 2 020              | Dumbarton   |
| Livingston FC                | 1er League One (D3)           | David Hopkin   | Almondvale Stadium         | 8 716              | Livingston  |
| Brechin City                 | 4e League One (D3)            | Darren Dods    | Glebe Park                 | 4 083              | Brechin     |

## Compétition

### Règlement
Le classement est établi sur le barème de points classique (victoire à 3 points, match nul à 1, défaite à 0). Les clubs à égalité en nombre de points sont départagés en fonction des critères suivants :
1. Plus grande différence de buts générale
2. Plus grand nombre de buts marqués
3. Confrontations directes entre les équipes : 
  1. points terrain ;
  2. différence de buts particulière ;
  3. nombre de buts inscrits
4. Dans le cas où l'égalité persiste et où une place de promotion/relégation est en jeu, les équipes se départagent lors d'un match d'appui sur terrain neutre ; sinon (place ne présentant aucun enjeu), elles sont déclarées ex aequo.

### Classement général
| Rang | Équipe                         | Pts | J  | G  | N  | P  | Bp | Bc | Diff |
| ---- | ------------------------------ | --- | -- | -- | -- | -- | -- | -- | ---- |
| 1    | St Mirren                      | 74  | 36 | 23 | 5  | 8  | 63 | 36 | +27  |
| 2    | Livingston FC P                | 62  | 36 | 17 | 11 | 8  | 56 | 37 | +19  |
| 3    | Dundee United                  | 61  | 36 | 18 | 7  | 11 | 52 | 42 | +10  |
| 4    | Dunfermline Athletic           | 59  | 36 | 16 | 11 | 9  | 60 | 35 | +25  |
| 5    | Inverness Caledonian Thistle R | 57  | 36 | 16 | 9  | 11 | 53 | 37 | +16  |
| 6    | Queen of the South             | 52  | 36 | 14 | 10 | 12 | 59 | 53 | +6   |
| 7    | Greenock Morton                | 50  | 36 | 13 | 11 | 12 | 47 | 40 | +7   |
| 8    | Falkirk FC                     | 47  | 36 | 12 | 11 | 13 | 45 | 49 | -4   |
| 9    | Dumbarton FC                   | 30  | 36 | 7  | 9  | 20 | 27 | 63 | -36  |
| 10   | Brechin City P                 | 4   | 36 | 0  | 4  | 32 | 20 | 90 | -70  |

Promotions
- Promotion en Scottish Premiership
- Qualification pour les barrages de promotion

Relégations
- Relégation en Scottish League One
- Barrages de relégation

Abréviations
- P : Promus de Scottish League One 2016-2017
- R : Relégué de Scottish Premiership 2016-2017

### Matchs
| Résultats (▼dom., ►ext.)                                   | BRE | DUM | DUN | DNF | FAL | GRE | INV | LIV | QUE | STM |
| Brechin City                                               |     | 0-1 | 1-1 | 0-3 | 1-1 | 0-1 | 0-4 | 2-2 | 0-1 | 1-2 |
| Dumbarton                                                  | 2-1 |     | 0-2 | 0-4 | 0-0 | 0-0 | 2-1 | 1-4 | 2-2 | 0-2 |
| Dundee United                                              | 1-0 | 1-1 |     | 2-1 | 3-0 | 2-1 | 0-2 | 3-0 | 2-1 | 2-1 |
| Dunfermline Athletic                                       | 2-1 | 2-2 | 1-3 |     | 3-1 | 1-1 | 5-1 | 3-1 | 2-5 | 3-0 |
| Falkirk                                                    | 3-1 | 1-1 | 0-0 | 1-1 |     | 0-3 | 0-0 | 0-2 | 1-4 | 0-0 |
| Greenock Morton                                            | 4-1 | 1-1 | 0-2 | 3-2 | 0-1 |     | 1-0 | 0-1 | 1-2 | 4-1 |
| Inverness CT                                               | 4-0 | 1-0 | 0-1 | 1-0 | 4-1 | 1-1 |     | 1-3 | 0-0 | 0-2 |
| Livingston                                                 | 3-2 | 2-1 | 2-0 | 1-1 | 0-0 | 1-1 | 0-0 |     | 2-2 | 1-3 |
| Queen of the South                                         | 4-1 | 1-0 | 1-3 | 0-0 | 4-2 | 1-2 | 0-0 | 0-3 |     | 2-3 |
| St Mirren                                                  | 2-1 | 0-1 | 3-0 | 1-0 | 3-1 | 2-2 | 4-2 | 3-1 | 3-1 |     |
| - Victoire à domicile - Match nul - Victoire à l'extérieur |     |     |     |     |     |     |     |     |     |     |

| Résultats (▼dom., ►ext.)                                   | BRE | DUM | DUN | DNF | FAL | GRE | INV | LIV | QUE | STM |
| Brechin City                                               |     | 1-3 | 0-5 | 0-3 | 0-1 | 1-1 | 2-3 | 0-2 | 1-5 | 0-1 |
| Dumbarton                                                  | 1-0 |     | 3-2 | 0-1 | 2-5 | 0-1 | 0-1 | 0-3 | 0-1 | 0-2 |
| Dundee United                                              | 4-1 | 2-0 |     | 1-1 | 1-0 | 0-3 | 1-1 | 2-0 | 2-3 | 1-0 |
| Dunfermline Athletic                                       | 4-0 | 4-0 | 0-0 |     | 2-0 | 0-0 | 1-0 | 1-0 | 3-1 | 1-2 |
| Falkirk                                                    | 3-0 | 0-0 | 6-1 | 1-2 |     | 3-1 | 3-1 | 1-3 | 3-2 | 1-0 |
| Greenock Morton                                            | 2-0 | 3-2 | 1-1 | 2-1 | 0-1 |     | 0-3 | 0-1 | 0-1 | 1-1 |
| Inverness CT                                               | 4-0 | 5-1 | 1-0 | 2-2 | 1-0 | 0-2 |     | 1-1 | 3-1 | 2-2 |
| Livingston                                                 | 3-0 | 2-0 | 2-1 | 0-0 | 0-0 | 3-2 | 0-1 |     | 0-1 | 4-1 |
| Queen of the South                                         | 3-1 | 0-0 | 3-0 | 0-0 | 2-2 | 1-1 | 0-2 | 3-3 |     | 1-3 |
| St Mirren                                                  | 1-0 | 5-0 | 2-0 | 2-0 | 1-2 | 2-1 | 1-0 | 0-0 | 2-0 |     |
| - Victoire à domicile - Match nul - Victoire à l'extérieur |     |     |     |     |     |     |     |     |     |     |

### Barrages de promotion/relégation en D1/D2
Les équipes classées deuxième, troisième et quatrième participent aux barrages. Si une de ces équipes remporte cette compétition prenant la forme d'une coupe en matches aller-retour, elle accède à la division supérieure.
La quatrième équipe participante est l'équipe ayant terminé à l'avant-dernière place de la division supérieure. Si cette équipe remporte la compétition, elle se maintient dans sa division. Dans le cas contraire, elle est reléguée.

#### Quarts de finale
| 1er mai 2018 | Dunfermline Athletic | 0 – 0 | Dundee United |                                              |
|              |                      |       |               | Spectateurs : 6 474 Arbitrage : Bobby Madden |
|              | BBC                  |       |               |                                              |

| 4 mai 2018 | Dundee United              | 2 – 1   | Dunfermline Athletic |                                                |                                                |
|            | McDonald 57e · Stanton 70e | (0 – 1) | McManus 14e          | Spectateurs : 7 994 Arbitrage : William Collum | Spectateurs : 7 994 Arbitrage : William Collum |
|            | BBC                        |         |                      | Spectateurs : 7 994 Arbitrage : William Collum | Spectateurs : 7 994 Arbitrage : William Collum |

Score cumulé : Dundee United - Dunfermline Athletic : 2 – 1

#### Demi-finale
| 7 mai 2018 | Dundee United              | 2 – 3   | Livingston FC                         |                                            |                                            |
|            | Mikkelsen 3e · Ralston 28e | (2 – 1) | De Vita 2e · Mullin 77e · Pittman 80e | Spectateurs : 5 610 Arbitrage : Nick Walsh | Spectateurs : 5 610 Arbitrage : Nick Walsh |
|            | BBC                        |         |                                       | Spectateurs : 5 610 Arbitrage : Nick Walsh | Spectateurs : 5 610 Arbitrage : Nick Walsh |

| 11 mai 2018 | Livingston FC | 1 – 1   | Dundee United |                                               |                                               |
|             | Lithgow 6e    | (1 – 1) | Fraser 21e    | Spectateurs : 4 508 Arbitrage : Don Robertson | Spectateurs : 4 508 Arbitrage : Don Robertson |
|             | BBC           |         |               | Spectateurs : 4 508 Arbitrage : Don Robertson | Spectateurs : 4 508 Arbitrage : Don Robertson |

Score cumulé : Livingston FC - Dundee United : 4 – 3

#### Finale
| 17 mai 2018 | Livingston FC            | 2 – 1   | Partick Thistle |                                               |                                               |
|             | Jacobs 13e · Pittman 74e | (1 – 1) | Doolan 10e      | Spectateurs : 5 469 Arbitrage : Craig Thomson | Spectateurs : 5 469 Arbitrage : Craig Thomson |
|             | BBC                      |         |                 | Spectateurs : 5 469 Arbitrage : Craig Thomson | Spectateurs : 5 469 Arbitrage : Craig Thomson |

| 20 mai 2018 | Partick Thistle | 0 – 1   | Livingston FC |                                             |                                             |
|             |                 | (0 – 0) | Jacobs 46e    | Spectateurs : 7 122 Arbitrage : John Beaton | Spectateurs : 7 122 Arbitrage : John Beaton |
|             | BBC             |         |               | Spectateurs : 7 122 Arbitrage : John Beaton | Spectateurs : 7 122 Arbitrage : John Beaton |

Score cumulé : Livingston FC - Partick Thistle : 3 – 1
Livingston FC l'emporte sur l'ensemble des deux matchs sur le score de 3 buts à 1 et est promu en Scottish Premiership.

### Classement des buteurs
| Rang | Joueur              | Club                         | Buts |
| ---- | ------------------- | ---------------------------- | ---- |
| 1    | Stephen Dobbie      | Queen of the South           | 18   |
| 2    | Scott McDonald      | Dundee United                | 15   |
| 3    | Lewis Morgan        | St Mirren                    | 14   |
| 3    | Nicky Clark         | Dunfermline Athletic         | 14   |
| 5    | Gavin Reilly        | St Mirren                    | 11   |
| 6    | Kallum Higginbotham | Dunfermline Athletic         | 10   |
| 6    | Cammy Smith         | St Mirren                    | 10   |
| 8    | George Oakley       | Inverness Caledonian Thistle | 8    |
| 8    | Iain Vigurs         | Inverness Caledonian Thistle | 8    |
| 8    | Ryan Hardie         | Livingston                   | 8    |
| 8    | Gary Harkins        | Greenock Morton              | 8    |

### Récompenses individuelles
| Mois      | Entraîneur du mois | Entraîneur du mois           | Joueur du mois    | Joueur du mois               |
| Mois      | Entraîneur         | Club                         | Joueur            | Club                         |
| --------- | ------------------ | ---------------------------- | ----------------- | ---------------------------- |
| Août      | Allan Johnston     | Dunfermline Athletic         | Joe Cardle        | Dunfermline Athletic         |
| Septembre | David Hopkin       | Livingston                   | Lewis Morgan      | St Mirren                    |
| Octobre   | John Robertson     | Inverness Caledonian Thistle | Carl Tremarco     | Inverness Caledonian Thistle |
| Novembre  | Stephen Aitken     | Dumbarton                    | Scott Fraser      | Dundee United                |
| Décembre  | Jack Ross          | St Mirren                    | Stephen Dobbie    | Queen of the South           |
| Janvier   | Jack Ross          | St Mirren                    | Stephen McGinn    | St Mirren                    |
| Février   | David Hopkin       | Livingston                   | Ryan Hardie       | Livingston                   |
| Mars      | Jack Ross          | St Mirren                    | Nicky Clark       | Dunfermline Athletic         |
| Avril     | Pas de récompense  |                              | Pas de récompense |                              |